# 第96回全国高等学校ラグビーフットボール大会
第96回全国高等学校ラグビーフットボール大会（だいきゅうじゅうろっかいぜんこくこうとうがっこうラグビーフットボールたいかい）は、平成28年度全国高等学校総合体育大会を兼ねて、2016年12月27日から2017年1月7日まで東大阪市花園ラグビー場と東大阪市多目的広場で開かれた全国高校ラグビー大会である。

## 概要
95回の記念大会として出場校の増加（55校）・開催日程の一部変更を施した前年度から一転して、例年通りの出場校（51校）・日程で開かれた。なお開会式での選手宣誓は日川主将中澤俊治が務めた。

### 日程
- 12月3日 - 組み合わせ抽選会
- 12月27日 - 開会式（第1グラウンド）、1回戦
- 12月28日 - 1回戦
- 12月30日 - 2回戦
- 1月1日 - 3回戦
- 1月3日 - 準々決勝
- 1月5日 - 準決勝
- 1月7日 - 決勝、閉会式

## 出場校
☆マークはシード校
- 北海道
  - 北北海道代表 - 旭川工（初出場）
  - 南北海道代表 - 札幌山の手（2年ぶり16回目）
- 東北
  - 青森県代表 - 青森北（6年連続18回目）
  - 岩手県代表 - 黒沢尻工（2年連続28回目）
  - 宮城県代表 - 仙台育英（21年連続23回目）
  - 秋田県代表 - 秋田工（3年ぶり66回目）☆B
  - 山形県代表 - 山形中央（2年ぶり24回目）
  - 福島県代表 - 郡山北工（2年連続2回目）
- 関東
  - 茨城県代表 - 茗溪学園（5年連続22回目）
  - 栃木県代表 - 國學院栃木（17年連続22回目）☆B
  - 群馬県代表 - 東農大二（8年ぶり25回目）
  - 埼玉県代表 - 深谷（3年連続9回目）☆B
  - 千葉県代表 - 流通経済大柏（22年連続24回目）
  - 東京都第一代表 - 東京（2年ぶり12回目）☆B
  - 東京都第二代表 - 明大中野（27年ぶり3回目）
  - 神奈川県代表 - 桐蔭学園（2年連続15回目）☆Ａ
  - 山梨県代表 - 日川（11年連続46回目）

- 中部
  - 新潟県代表 - 新潟工（13年連続41回目）
  - 富山県代表 - 富山第一（3年ぶり9回目）
  - 石川県代表 - 日本航空石川（12年連続12回目）
  - 福井県代表 - 若狭東（2年ぶり28回目）
  - 長野県代表 - 岡谷工（5年連続29回目）
  - 岐阜県代表 - 関商工（6年連続37回目）
  - 静岡県代表 - 浜松工（3年ぶり5回目）
  - 愛知県代表 - 中部大春日丘（4年連続6回目）☆B
  - 三重県代表 - 朝明（5年連続7回目）

- 近畿
  - 滋賀県代表 - 光泉（6年連続8回目）
  - 京都府代表 - 京都成章（3年連続9回目）☆B
  - 大阪府第一代表 - 東海大仰星（4年連続17回目）☆B
  - 大阪府第二代表 - 常翔学園（2年連続35回目）☆B
  - 大阪府第三代表 - 大阪桐蔭（5年連続11回目）☆B
  - 兵庫県代表 - 報徳学園（2年ぶり42回目）
  - 奈良県代表 - 御所実（2年ぶり10回目）☆Ａ
  - 和歌山県代表 - 和歌山工（2年連続22回目）

- 中国
  - 鳥取県代表 - 米子工（21年ぶり7回目）
  - 島根県代表 - 石見智翠館（26年連続26回目）☆B
  - 岡山県代表 - 県立玉島（初出場）
  - 広島県代表 - 尾道（10年連続11回目）
  - 山口県代表 - 山口（64年ぶり4回目）
- 四国
  - 徳島県代表 - つるぎ（2年連続25回目[3]）
  - 香川県代表 - 高松北（3年連続11回目）
  - 愛媛県代表 - 松山聖陵（39年ぶり2回目）
  - 高知県代表 - 土佐塾（5年連続16回目）
- 九州・沖縄
  - 福岡県代表 - 東福岡（17年連続27回目）☆Ａ
  - 佐賀県代表 - 佐賀工（35年連続45回目）
  - 長崎県代表 - 長崎北陽台（3年連続16回目）
  - 熊本県代表 - 九州学院（3年ぶり3回目）
  - 大分県代表 - 大分舞鶴（31年連続55回目）
  - 宮崎県代表 - 高鍋（6年連続24回目）
  - 鹿児島県代表 - 鹿児島実（3年連続17回目）
  - 沖縄県代表 - 名護（3年ぶり16回目）

## 試合結果
- 時刻はすべて日本標準時 (UTC+9)
- 括弧内は前半終了時のスコアを示す。
- 太字は勝利校を示す。

### 1回戦
| 2016年12月27日 12:00 | 鹿児島実   | 14-50 | (7−24)  | 新潟工       | 第2グラウンド |
| 2016年12月27日 12:30 | 高松北     | 0-95  | (0−52)  | 流通経済大柏 | 第1グラウンド |
| 2016年12月27日 13:50 | 和歌山工   | 10-31 | (3−12)  | 明大中野     | 第1グラウンド |
| 2016年12月27日 12:00 | 光泉       | 39-3  | (17−3)  | 日川         | 第3グラウンド |
| 2016年12月27日 13:20 | 長崎北陽台 | 31-10 | (12−5)  | 札幌山の手   | 第2グラウンド |
| 2016年12月27日 13:20 | 報徳学園   | 88-0  | (45−0)  | 郡山北工     | 第3グラウンド |
| 2016年12月27日 14:40 | つるぎ     | 14-50 | (7−17)  | 東農大二     | 第2グラウンド |
| 2016年12月27日 14:40 | 高鍋       | 69-5  | (33−0)  | 旭川工       | 第3グラウンド |
| 2016年12月28日 11:15 | 若狭東     | 10-54 | (10−35) | 仙台育英     | 第1グラウンド |
| 2016年12月28日 10:00 | 土佐塾     | 22-26 | (10−5)  | 青森北       | 第2グラウンド |
| 2016年12月28日 12:35 | 尾道       | 57-12 | (19−12) | 関商工       | 第1グラウンド |
| 2016年12月28日 13:55 | 大分舞鶴   | 17-20 | (7−3)   | 茗溪学園     | 第1グラウンド |
| 2016年12月28日 10:00 | 佐賀工     | 64-12 | (28−7)  | 黒沢尻工     | 第3グラウンド |
| 2016年12月28日 11:20 | 県立玉島   | 5-93  | (0−57)  | 日本航空石川 | 第2グラウンド |
| 2016年12月28日 11:20 | 九州学院   | 7-43  | (0−19)  | 朝明         | 第3グラウンド |
| 2016年12月28日 12:40 | 名護       | 21-22 | (14−5)  | 岡谷工       | 第2グラウンド |
| 2016年12月28日 12:40 | 山口       | 24-15 | (17−5)  | 富山第一     | 第3グラウンド |
| 2016年12月28日 14:00 | 松山聖陵   | 46-0  | (17−0)  | 山形中央     | 第2グラウンド |
| 2016年12月28日 14:00 | 米子工     | 3-59  | (0−22)  | 浜松工       | 第3グラウンド |

### 2回戦
| 2016年12月30日 14:00 | 新潟工       | 20-14 | (10−7) | 明大中野     | 第3グラウンド |
| 2016年12月30日 15:15 | 桐蔭学園     | 33-7  | (17−7) | 流通経済大柏 | 第3グラウンド |
| 2016年12月30日 11:30 | 長崎北陽台   | 7-19  | (0−12) | 深谷         | 第3グラウンド |
| 2016年12月30日 12:45 | 東海大仰星   | 61-5  | (35−0) | 光泉         | 第3グラウンド |
| 2016年12月30日 13:15 | 報徳学園     | 24-19 | (24−7) | 秋田工       | 第2グラウンド |
| 2016年12月30日 14:30 | 石見智翠館   | 39-0  | (22−0) | 東農大二     | 第2グラウンド |
| 2016年12月30日 10:15 | 仙台育英     | 22-24 | (7−12) | 春日丘       | 第3グラウンド |
| 2016年12月30日 12:00 | 京都成章     | 46-5  | (15−0) | 高鍋         | 第2グラウンド |
| 2016年12月30日 10:45 | 茗溪学園     | 48-7  | (26−0) | 青森北       | 第2グラウンド |
| 2016年12月30日 14:30 | 御所実       | 26-0  | (12−0) | 尾道         | 第1グラウンド |
| 2016年12月30日 9:00  | 常翔学園     | 31-0  | (14−0) | 佐賀工       | 第3グラウンド |
| 2016年12月30日 9:30  | 日本航空石川 | 19-19 | (12−7) | 國學院栃木   | 第2グラウンド |
| 2016年12月30日 12:00 | 岡谷工       | 5-73  | (5−40) | 東京         | 第1グラウンド |
| 2016年12月30日 13:15 | 大阪桐蔭     | 38-3  | (14−3) | 朝明         | 第1グラウンド |
| 2016年12月30日 10:45 | 山口         | 15-40 | (5−14) | 松山聖陵     | 第1グラウンド |
| 2016年12月30日 9:30  | 浜松工       | 0-139 | (0−70) | 東福岡       | 第1グラウンド |

### 3回戦
| 2017年01月01日 10:30 | 桐蔭学園   | 42-0  | (10−0)  | 新潟工       | 第1グラウンド |
| 2017年01月01日 11:55 | 東海大仰星 | 48-19 | (19−0)  | 深谷         | 第1グラウンド |
| 2017年01月01日 13:20 | 石見智翠館 | 24-19 | (12−7)  | 報徳学園     | 第1グラウンド |
| 2017年01月01日 10:30 | 京都成章   | 21-0  | (14−0)  | 中部大春日丘 | 第3グラウンド |
| 2017年01月01日 11:55 | 御所実     | 71-0  | (24−0)  | 茗溪学園     | 第3グラウンド |
| 2017年01月01日 14:45 | 常翔学園   | 40-34 | (26−10) | 日本航空石川 | 第1グラウンド |
| 2017年01月01日 13:20 | 大阪桐蔭   | 3-12  | (0−12)  | 東京         | 第3グラウンド |
| 2017年01月01日 14:45 | 松山聖陵   | 0-91  | (0−35)  | 東福岡       | 第3グラウンド |

### 準々決勝
| 2017年01月03日 10:30 | 御所実   | 43-7  | (21−7) | 石見智翠館 | 第1グラウンド |
| 2017年01月03日 11:55 | 東福岡   | 28-22 | (7−7)  | 京都成章   | 第1グラウンド |
| 2017年01月03日 13:20 | 東京     | 12-40 | (7−28) | 東海大仰星 | 第1グラウンド |
| 2017年01月03日 14:45 | 常翔学園 | 24-37 | (5−19) | 桐蔭学園   | 第1グラウンド |

### 準決勝
| 2017年01月05日 12:45 | 東福岡     | 25-24 | (8−19) | 御所実   | 第1グラウンド |
| 2017年01月05日 14:15 | 東海大仰星 | 29-21 | (7−14) | 桐蔭学園 | 第1グラウンド |

### 決勝
| 2017年01月07日 14:05 | 東福岡                                    | 28-21 (7-0)                                    | 東海大仰星                                | 第1グラウンド 観客数: 8,300人 レフリー: 加藤真也 |
| 2017年01月07日 14:05 | トライ: 4 コンバート: 4 PK: 0 ドロップ: 0 | 詳細 日本ラグビーフットボール協会 2017年1月7日 | トライ: 3 コンバート: 3 PK: 0 ドロップ: 0 | 第1グラウンド 観客数: 8,300人 レフリー: 加藤真也 |

| 東海大仰星 |    |            |            |         |
| FW         | 01 | 谷口祐一郎 | 後半25'    |         |
| FW         | 02 | 島田久満   |            |         |
| FW         | 03 | 大橋亮太   |            |         |
| FW         | 04 | 田中利輝   |            |         |
| FW         | 05 | 庄司拓馬   |            |         |
| FW         | 06 | 山田生真   | キャプテン |         |
| FW         | 07 | 山村幹太   | 後半26分   | 後半10' |
| FW         | 08 | 吉田大亮   |            |         |
| HB         | 09 | 人羅奎太郎 |            |         |
| HB         | 10 | 山本浩貴   |            |         |
| TB         | 11 | 宮崎佑基   | 後半6'     |         |
| TB         | 12 | 松本大吾   |            |         |
| TB         | 13 | 長田智希   |            |         |
| TB         | 14 | 根塚洸雅   |            |         |
| FB         | 15 | 河瀬諒介   |            |         |
| リザーブ:  |    |            |            |         |
|            | 16 | 百地龍之介 |            |         |
|            | 17 | 横尾太一   |            |         |
|            | 18 | 南光希     |            |         |
|            | 19 | 魚谷勇波   | 後半26分   |         |
|            | 20 | 林信太朗   |            |         |
|            | 21 | 和田悠一郎 |            |         |
|            | 22 | 西村高雅   |            |         |
|            | 23 | 片岡航     |            |         |
|            | 24 | 堀田恒司   |            |         |
|            | 25 | 前田翔     |            |         |
|            |    |            |            |         |
| 監督       |    |            |            |         |
| 湯浅大智   |    |            |            |         |

※赤字は、優勝校もしくは得点が高いことを示す。また、脚注の( )内の分数はキックの成功率、[ ]内の自然数は当該選手の背番号を示す。

## 関連試合

### U18花園女子15人制
- 高校3年生以下の女性選手を44人に選抜してWEST・EAST2チームにそれぞれ22人に分けて試合を実施された。

2016年12月27日 花園ラグビー場 第1グラウンド 11:20開始（20分ハーフ） 結果 WEST 17-5 EAST

### 第9回U18合同チーム東西対抗戦
- 今大会では第12回全国高等学校合同チームラグビーフットボール大会に出場した選手を50人選抜して、東西2チームにそれぞれ25人に分けて試合が実施された。

2017年1月7日 花園ラグビー場 第1グラウンド 12:15開始結果 東軍 31-10西軍

## 記録
- 東福岡が2回戦で出した139点は従来の137点であった1試合での大会最多得点記録を更新した[4]。